# Rekavice
Rekavice är ett samhälle i Bosnien och Hercegovina.   Det ligger i entiteten Republika Srpska, i den centrala delen av landet, 130 km nordväst om huvudstaden Sarajevo. Rekavice ligger 324 meter över havet och antalet invånare är 2 268.
Terrängen runt Rekavice är huvudsakligen kuperad, men åt nordväst är den platt. Runt Rekavice är det ganska tätbefolkat, med 67 invånare per kvadratkilometer.. Närmaste större samhälle är Banja Luka, 11,1 km norr om Rekavice.
Omgivningarna runt Rekavice är en mosaik av jordbruksmark och naturlig växtlighet.